# XNU
XNUは、Appleが取得・開発したオペレーティングシステムカーネルである。macOSに用いられ、オープンソースソフトウェアのDarwinの一部として公開されている。XNUはX is Not Unixの略。

## デザイン
XNUはモノリシックカーネルとマイクロカーネルの特徴を併せもつハイブリッドカーネルで、マイクロカーネルが可能にするメッセージパッシングのモジュール性やより広範なメモリ保護、モノリシックカーネルがもつ実行速度の保持など、両方の技術を有効に利用することを試みている。
XNUは現在、ARM、IA-32、x64、PowerPCベースのプロセッサにおいて、シングルプロセッサとSMPの両方で動作する。

XNUカーネルの図
Noyau xnu simplifié

### Mach
XNUの基礎であるMachはシンプルなマイクロカーネルであり、OSのコアを分割された柔軟なプロセスとして実行することができる（Machコアの上でいくつかのOSを平行して実行できる）。しかし、これはカーネル/ユーザモードの切り替えに時間を消費し、またマイクロカーネルのアドレス空間とデーモンとのあいだで行われるメッセージのマッピングやコピーによってオーバーヘッドを生じることから、しばしばパフォーマンスが低下してしまう。macOSでは効率化のために、BSDの機能はMachのコアの中に組み込まれた。その結果、Machと古典的なBSDカーネル両方の利点と欠点を併せもつものとなった。
Machは、カーネルスレッド、プロセス管理、プリエンプティブ・マルチタスク、メッセージパッシング（プロセス間通信）、メモリ保護、仮想記憶、ソフトリアルタイム処理のサポート、カーネルデバッグのサポート、コンソールI/Oを提供する。

XNU カーネル
XNUの図

### BSD
カーネルのBSDの部分は、POSIX API（BSDシステムコール）、Machタスク上でのUnixプロセスモデル、基本的なセキュリティーポリシー、ユーザIDとグループID、アクセス権、プロトコルスタック、仮想ファイルシステム、HFS+ / APFSなどいくつかのローカルファイルシステム、Network File System (NFS) クライアントとサーバ、暗号化フレームワーク、UNIX System Vプロセス間通信、auditサブシステム、強制アクセス制御、いくつかのlocking primitivesを提供する。

### I/O Kit
I/O KitはC++のサブセットで書かれたデバイスドライバフレームワークである。オブジェクト指向設計を用いており、ドライバのクラスに共通する機能を提供し、ドライバをより早くより少ないコードで書けるようにする。I/O Kitはマルチスレッド化されており、対称型マルチプロセッシングを保証し、ホットプラグや動的なデバイスの配置を可能にする。
システムの安定性を高めるため、多くのドライバはユーザ空間で実行されるように書くことができる。（もしユーザ空間のドライバがクラッシュしてもカーネルはクラッシュしないが、カーネル空間のドライバがクラッシュするとカーネルもクラッシュする。）カーネル空間のドライバの例として、ディスクアダプタやネットワークアダプタのドライバ、グラフィックドライバ、USBやFireWireのコントローラのドライバ、仮想機械のドライバなどがある。

## 共有資源の保護
マルチプロセッサのマシンを安全に動かすために（ファイル、データ構造など）共有資源へのアクセスは、同一時間のうちにリソースが改変されないように直列化しなければならない。同時発生的なアクセスを防ぐための手法として不可分操作、スピンロック、クリティカルセクション、排他制御、serializing tokenを用いることができる。

## 歴史

### NeXT社時代
もともとNeXTSTEP OSのためにNeXTによって開発されたXNUは、カーネギーメロン大学が開発したMachカーネル2.5に4.3BSDコンポーネントを付加し、Driver Kitと呼ばれるドライバを記述するためのオブジェクト指向APIを組み合わせたハイブリッドカーネルであった。

### Apple買収後
NeXTがAppleに買収された後、Machコンポーネントは3.0へ、BSDコンポーネントは4.4BSD-Lite2とFreeBSDプロジェクトに由来するコードへとアップグレードされ、Driver KitはI/O Kitと呼ばれるドライバを記述するためのC++ APIに置き換えられた。

### K32/K64
XNUはMac OS X 10.6 Snow Leopard（Darwinバージョン10）から、K32と呼ばれる32ビットのバージョンとK64と呼ばれる64ビットのバージョンの2つになった。K32は64ビットアプリケーションをユーザランドで実行できる。Mac OS X 10.6で新しくなったのは、XNUが64ビットのカーネル空間で実行できるようになったことである。K64はK32と比べていくつかの利点がある。
- 実メモリとして32GBより多いRAMを扱うことができる。
- より大きなキャッシュバッファが扱え、潜在的なI/Oパフォーマンスが向上する。
- 非常に大きなDMAバッファがいくつかあっても、すべてのデバイスを64ビット空間に配置でき、高性能なネットワークデバイスや複数のGPUを使ったときのパフォーマンスが向上する。

64ビットカーネルをサポートする機種で、6と4キーを押し続けて起動するとK64で起動できる。K64は32ビットアプリケーションを実行できるが、32ビットカーネル機能拡張 (KEXT) は実行できないので、これらを読み込めるようにするにはK64に移植しなければならない。